# Дойде любовта
„Дойде любовта“ (на испански: Vino el amor) е мексиканска теленовела от 2016 г., режисирана от Салвадор Санчес и Сантяго Барбоса, и продуцирана от Хосе Алберто Кастро за Телевиса. Версията, написана от Жанели Лий, е базирана на чилийската теленовела La chúcara от 2014 г., създадена от Хулио Рохас Гутиерес.
В главните роли са Ирина Баева и Габриел Сото, а в отрицателните – Асела Робинсън, Кимбърли дос Рамос и Кристиан де ла Кампа. Специално участие взема Синтия Клитбо.

## Сюжет
Преди години Лусиана и нейният баща са депортирани. След неговата смърт, Лусиана решава да се върне, за да се срещне отново със семейството си – нейните майка и брат. Пристигайки в Мексико, момичето отива в лозята, където са работили роднините ѝ през последните години. Там тя се запознава с Давид, собственика на земята, а също и с любовта.
Необяснимо привличане възниква между Лусиана и Давид. Въпреки това, възможната връзка между тях е неизгодна за всички онези, които не искат Давид да си възвърне желанието за живот. Давид преживява депресия, тъй като е останал вдовец, което е довело до отдалечаването му от децата си, но се и превръща в лесна плячка за злоупотреба от страна на неговата тъща, Лилиан, и Хуан, неговия приятел и адвокат, които се възползват от положението, за да живеят за негова сметка.
Лусиана печели омразата на Лилиан, която се опитва да съсипе живота ѝ. Лилиан изпитва ненавист и към Марта, майката на Лусиана и бавачка на децата, защото е убедена, че тя е имала връзка със съпруга ѝ.
В допълнение към тези конфликти се присъединява и манията на Грасиела към Давид. Тя винаги е завиждала на сестра си, когато се е омъжила за него, и е правила многократни опити, за да ги раздели. Когато Лиса умира, Грасиела вижда добра възможност, като се опита да съблазни Давид.

## Актьори
- Ирина Баева – Лусиана Муньос
- Габриел Сото – Давид Роблес
- Кимбърли дос Рамос – Грасиела Паласиос
- Синтия Клитбо – Марта вдовица де Муньос
- Асела Робинсън – Лилиан Паласиос
- Кристиан де ла Кампа – Хуан
- Раул Коронадо – Мигел
- Лаура Кармине – Лиса де Роблес
- Алехандро Авила – Маркос Муньос
- Хуан Видал – Браян Гутиерес
- Лусиано Зачарски – Карлос Флорес
- Марио Лория – Рамон
- Хосе Едуардо Дербес – Леон Муньос
- Мар Контрерас – Сусан
- Вероника Хаспеадо – Соня
- София Кастро – Фернанда Роблес
- Моисес Арисменди – Сесар
- Глория Аура – Перла
- Рубен Самора – Сесар
- Емилио Белтран – Боб Роблес
- Янет Седано – Карито
- Родриго Салас

## Премиера
Премиерата на Дойде любовта е на 8 август 2016 г. по Las Estrellas. Последният 141. епизод е излъчен на 19 февруари 2017 г.

## Продукция
Развитието на поредицата се основава на мексиканската емиграция в Съединените щати в търсене на „Американската мечта“ и как емигрантите са унижавани и обиждани от полицията и коравосърдечните местни. Също така е засегната темата за биполярното разстройство. Голяма част от продукцията е заснета в лозята на Напа и Сонома, също така и в Сан Франциско, САЩ. Други локации на заснемане са град Мексико и Тихуана, а също и във Форум 14 на Телевиса Сан Анхел.

## Екип
- Оригинална история – Хулио Рохас Гутиерес
- Версия и либрето – Жанели Естер Лий Торес
- Ко-адаптация – Ванеса Варела Магайон
- Литературна редакция – Фернандо Гарсилита
- Литературен консултант – Хулио Сесар Нахера
- Сценография – Ернесто Естева
- Декор – Мануел Домингес Барера
- Дизайн на костюми – Марта Летисия Ривера, Антонио Диас
- Начална музикална тема – Vino el amor
- Изпълнител – Рио Рома
- Автори – Хосе Луис Рома, Паоло Стефанони, Едуардо Тагле
- Музикални координатори – Октавио Кастаниеда, Силвана Медрано
- Редактори – Хуан Ордониес, Ектор Флорес
- Асистент-редактор – Артуро Родригес
- Директори продукция – Марко Антонио Кано, Раул Рейес Уикаб
- Арт режисьор – Сандра Кортес
- Асистент-оператори – Улисес Муньос, Карлос Ордониес
- Асистент-режисьори – Елиас Морено, Сусан Таунтон
- Асистент-продуценти – Монсерат Ариас, Армандо Боканегра, Росио Ернандес, Хуан Карлос Рохас
- Продуценти – Ернесто Ернандес, Фаусто Сайнс
- Оператори – Бернардо Нахера, Хорхе Амая Родригес
- Режисьори – Салвадор Санчес, Сантяго Барбоса
- Изпълнителен продуцент – Хосе Алберто Кастро

## Награди и номинации
Награди TVyNovelas 2017
| Категория                            | Номинация                       | Резултат   |
| ------------------------------------ | ------------------------------- | ---------- |
| Най-добра теленовела                 | Хосе Алберто Кастро             | Номиинран  |
| Най-добра актриса в отрицателна роля | Асела Робинсън                  | Печели     |
| Най-добра първа актриса              | Синтия Клитбо                   | Номинирана |
| Най-добра млада актриса              | София Кастро                    | Номинирана |
| Най-добра актриса в поддържаща роля  | Вероника Хаспеадо               | Печели     |
| Най-добър актьор в поддържаща роля   | Хуан Видал                      | Печели     |
| Най-добро женско откритие            | Барбара Лопес                   | Печели     |
| Най-добър сценарий или адаптация     | Жанели Ли                       | Номинирана |
| Най-добър режисьор                   | Салвадор Санчес Сантяго Барбоса | Номинирани |

## Версии
- La Chúcara, чилийска теленовела от 2014 г., продуцирана от TVN, с участието на Антония Санта Мария и Фелипе Браун.